# Junior – Speakers
Junior – Speakers (v různých obdobích také The Speakers, Speakers a Junior) byla česká rocková skupina původem z Brna. Fungovala v letech 1966–1982.

## Historie
Počátky původně studentského souboru jsou datovány do přelomu let 1964 a 1965, samotná skupina The Speakers vznikla v roce 1966 v brněnských Žabovřeskách. Jejím frontmanem se stal zpěvák Jiří Kameš, přičemž sestava se ustálila o dva roky později. Hráli melodický vícehlasý bigbít, typický byl výrazný Kamešův hlas s brněnským akcentem. Zpočátku vystupovali především na tancovačkách, později však měli i vlastní koncerty, na kterých zazněl kromě převzatých skladeb i vlastní repertoár. V dubnu 1969 se umístili na čtvrtém místě na českobudějovické Jazzuniversiádě, o několik týdnů později natočili ve studiu první písně. Sestavu na přelomu let 1969 a 1970 doplnil klávesista Pavel Smílek a následně skupina vydala první dva singly.
Odešel však kapelník a baskytarista Pavel Pelc a jeho místo nakonec obsadil Vít Kukla. I v dalších letech vydali několik singlů, přičemž původní písně většinou napsal Smílek. Kvůli politickému tlaku na nepoužívání anglických názvů souborů přechodně od roku 1971 působili jako Junior – Speakers a od roku 1973 již výhradně jako Junior. Během roku 1972 došlo k dalším změnám v sestavě, navíc přišly dvě zpěvačky. Protože doba nepřála rockové hudbě, od roku 1974 vystupoval Junior (již bez Smílka) také s popovými zpěváky. Skupina nicméně o rok později nahrála a vydala svoje jediné album Hledání radosti s texty Josefa Prudila, které však nemělo větší úspěch. Autory většiny skladeb byli zpěvák Kameš (pět písní) a kytarista Millonig (čtyři písně). Během polského koncertního turné došlo 19. března 1976 u Kutna k autonehodě, při které byli kytarista a klávesista těžce zraněni a Kameš po převozu do nemocnice zemřel. Činnost Junioru byla následně obnovena a na pěvecký post nastoupil Jiří Látal. Na popularitu a úspěchy v podobě vydaných gramofonových desek z první poloviny 70. let však již nedokázali navázat a v roce 1982 ukončili činnost.

## Členové skupiny
Ve skupině Junior – Speakers se vystřídali následující hudebníci:
- Jiří Kameš – zpěv (1966–1976)
- Jiří Látal – zpěv (1976–1982)
- Zdeněk Pulkrábek – kytara (1966–1972)
- Jan Millonig – kytara (1972–1977?)
- Bohdan Jelínek – baskytara (1966–1968)
- Pavel Pelc – baskytara (1968–1970)
- Kamil Tomeček – baskytara (1970)
- Vít Kukla – baskytara (1970–1982?)
- Tomáš Foukal – bicí (1966–1972)
- Ctibor Hliněnský – bicí (1972–1982?)
- Pavel Smílek – elektronické varhany, klavír (1969/1970–1974)
- Miloš Libra – elektronické varhany, klavír (1974–1976?)
- Alena Navrátilová – zpěv, doprovodné vokály (1972–1974?)
- Radvana Dvořáková – zpěv, doprovodné vokály (1972–1974?)

## Diskografie
Níže je uvedena kompletní diskografie skupiny Junior – Speakers.

### Album
- 1975 – Hledání radosti (jako Junior; Panton 11 0568)

### Singly
- 1970 – „První hřích“ / „Mlha se ztrácí“ (jako The Speakers; Discant 043 0046)
- 1970 – „Atlantida“ / „Tajné přání“ (jako The Speakers; Panton 04 0296)
- 1971 – EP „Černá hlína“[p. 1] / „Kvítek“ / „Prodavač peří“ / „První hřích“ (jako Speakers; Panton 03 0253)[p. 2]
- 1971 – „Znám už píseň tvou“[p. 3] / „Dárek pro Marlénu“ (jako Junior – Speakers; Panton 04 0369)
- 1972 – „Koráby snů“[p. 4] / „Mlčící majestát“ (jako Junior – Speakers; Supraphon 043 1292)
- 1972 – „To znám“[p. 5] / „Vítr“ (jako Junior – Speakers; Panton 04 0390)
- 1972 – „Můj oheň plál“ / „Zatím bloudím dál“ (jako Junior – Speakers; Panton 04 0426)
- 1972 – „Budem zpívat celou noc“[p. 6] / „Tajemství lesních včel“ (jako Junior – Speakers; Panton 04/44 0449)
- 1973 – „Zrádný proud řeky Ohio“[p. 7] (jako Junior; jedná se o B stranu singlu, na jehož A straně se nacházela sólová píseň Jiřího Kameše; Panton 04 0524)
- 1975 – „Domů“ / „Král varhaníků“[p. 8] (jako Junior; Panton 04/44 0546)

### Ostatní
- 1976 – píseň „Okamžik bílého koně“ na sampleru Gong 3 (jako Junior; Panton)